# Podwójny blef
Podwójny blef (ang. The Good Thief) – amerykańsko-brytyjsko-francusko-irlandzko-kanadyjski film sensacyjny z gatunku dramat z 2002 roku w reżyserii Neila Jordana. Wyprodukowana przez wytwórnię Fox Searchlight Pictures.
Premiera filmu odbyła się 6 września 2002 podczas 27. Międzynarodowego Festiwalu Filmowego w Toronto. W Polsce film odbył się 7 listopada 2003. Zdjęcia do filmu zrealizowano w Monte Carlo w Monako, Nicei i Studios Riviera we Francji oraz w Ventimiglii we Włoszech.

## Opis fabuły
Akcja filmu rozgrywa się w Nicei. Bob Montagnet (Nick Nolte) planuje swój ostatni skok. Wraz z Raoulem (Gérard Darmon) zamierza ukraść przechowywany w podziemiach kasyna w Monte Carlo bezcenny zbiór obrazów. Przykrywką dla właściwego napadu ma być dokonany w tym samym czasie skok na sejf. Plany Boba chce poznać policyjny informator.

## Obsada
Źródło: Filmweb
- Nick Nolte jako Bob Montagnet
- Tchéky Karyo jako Roger
- Emir Kusturica jako Vladimer
- Saïd Taghmaoui jako Paulo
- Ralph Fiennes jako Tony Angel
- Gérard Darmon jako Raoul
- Ouassini Embarek jako Said
- Nutsa Kukhianidze jako Anne
- Michael Polish jako Bertram
- Mark Polish jako Albert
- Julien Maurel jako Philippe
- Patricia Kell jako Yvonne
- Marc Lavoine jako Remi

## Nagrody i nominacje
Źródło: Filmweb
| Rok  | Miejsce                                         | Nagroda      | Kategoria                  | Odbiorcy i nominowani | Wynik     |
| ---- | ----------------------------------------------- | ------------ | -------------------------- | --------------------- | --------- |
| 2002 | Międzynarodowy Festiwal Filmowy w San Sebastián | Złota Muszla | Udział w konkursie głównym | Neil Jordan           | Nominacja |